# Kolovrat

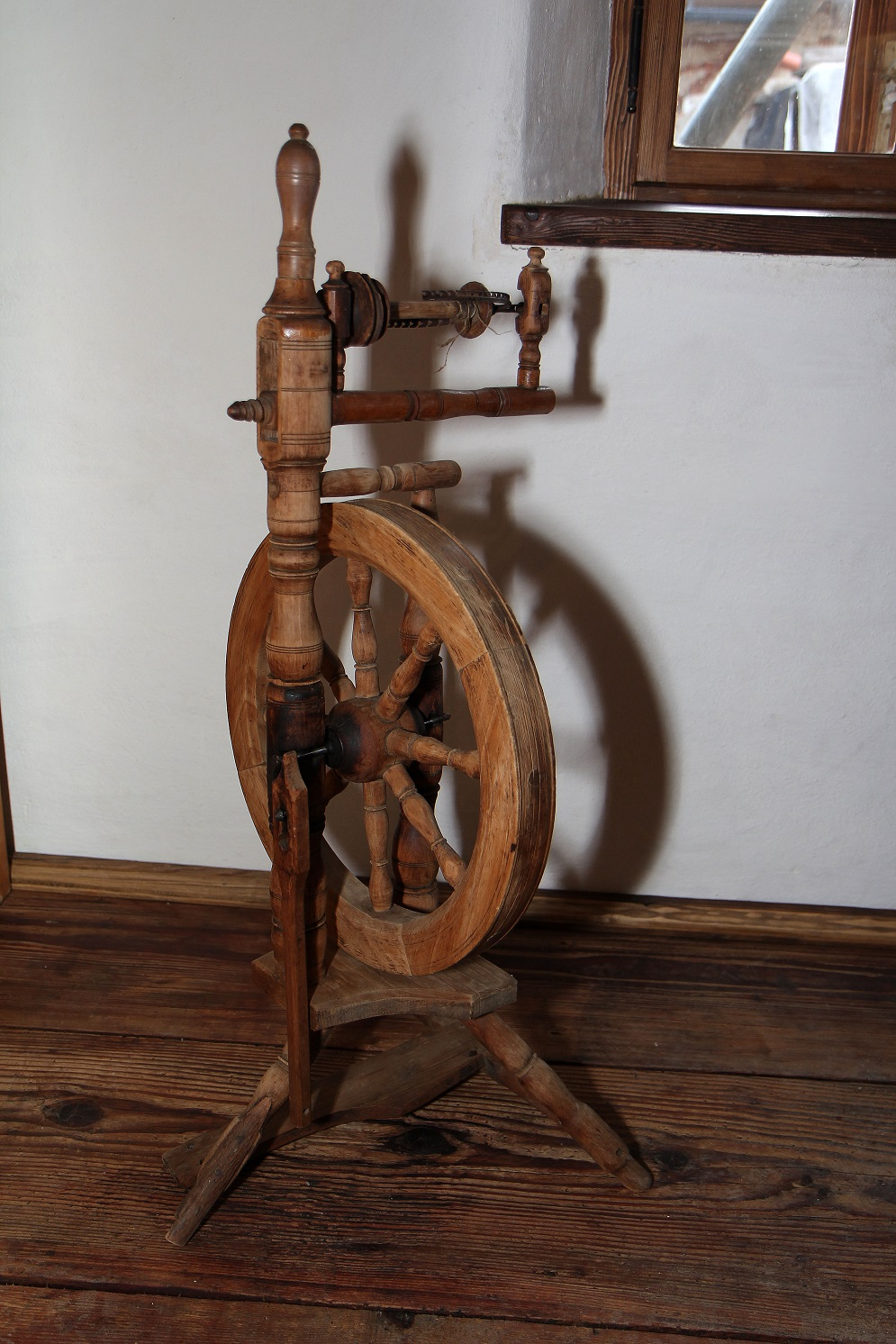
Běžný venkovský dřevěný kolovrat, křídlatý.

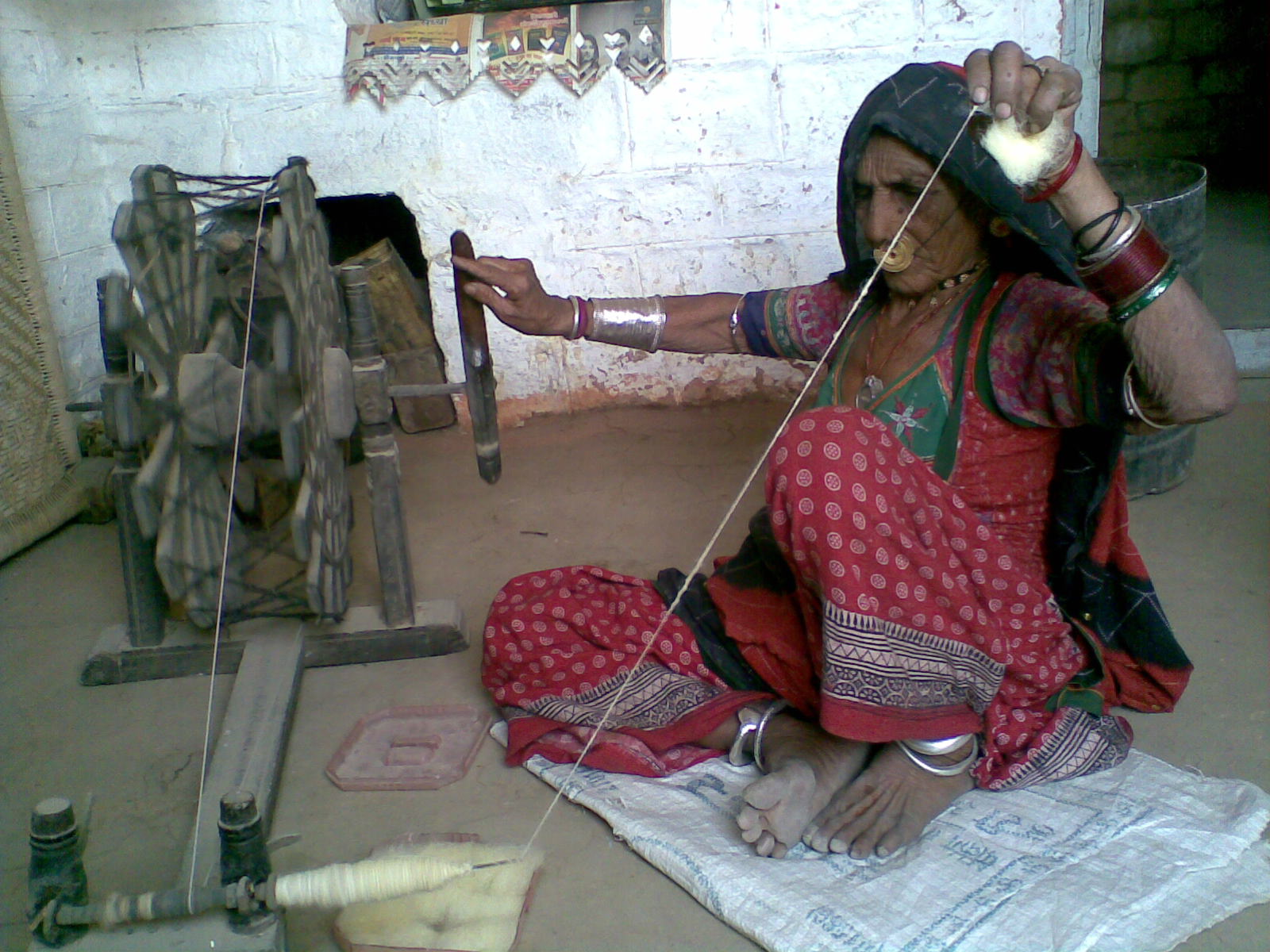
Indický kolovrat charkha (s ručním pohonem a bez křídla)

Kolovrat je zařízení ke spřádání rostlinných i živočišných textilních vláken. Vynálezce kolovratu není známý, poprvé byl použit pravděpodobně v Indii někdy mezi 6. a 11. stoletím a do Evropy se dostal ve 13. století.

## Historie
- Podle některých historiků byl kolovrat vynalezen v Číně už v období mezi 3. a 5. stoletím před n. l. V roce 1313 n. l. tam byl známý kolovrat s více vřeteny, poháněný vodním kolem. Stroj se měl používat ke skaní, z pozdější doby se o něm však nic neví; v historické literatuře se zachoval jen jednoduchý nákres[2].
- Původní formu kolovratu připomíná indická charkha, která se používala ještě i ve 20. století. Velké kolo se pohánělo ručně, otáčky kola se přenášely na vřeteno s cívkou, na kterou se navíjela příze zhotovená mezi prsty obsluhy a vřetenem.
- Koncem 15. století byl v Německu vynalezen kolovrat s křídlem,[3] který je popsán dále

## Činnost kolovratu

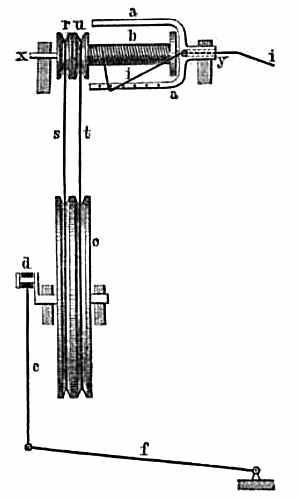
Schéma funkce křídlového kolovratu

Pohyb pedálu (f) se přenáší na klikovou hřídel (d) s hnacím kolem (c). Otáčky hnacího kola se přenášejí na přeslen (r) (na vřetenu (x)) a (u) (na cívce (b)). Na vřetenu je pevně nasazeno dvouramenné křídlo (a) s vodiči niti (i). Obsluha kolovratu uvádí šlapáním na pedál do pohybu křídlo a cívku a při tom drží v ruce chomáč vláken, ze kterého přidává pramínky na konec niti. Otáčkami vřetene se nit zakrucuje a zároveň navíjí na cívku.
Maximální výrobní výkon dosažitelný s kolovratem se udává 350 metrů příze za hodinu.

### Další součásti kolovratu
- Přeslice
- Kužel (kolovrat) – hůlka, na kterou se uvazuje materiál ke spřádání. Nasazuje se na přeslici.[5]

## Použití kolovratu v 21. století
- Speciálně upravený kolovrat se používá v Indii a jihovýchodní Asii ke komerční výrobě příze z kokosových vláken (řádově 0,5 milionu tun ročně).
- K amatérské výrobě příze a jako dekorační předmět se nabízí k prodeji napodobeniny několika druhů historických kolovratů.[6]
- V Indii se v roce 2007 vyráběla příze na tkaniny khadi z 18 procent na kolovratech charkha (viz 2. snímek shora) tzn pravidelné používání (řádově) 40 – 50 exemplářů.[7]